# Menó de Farsàlia (aliat d'Atenes)
Menó de Farsàlia (en llatí Menon, en grec antic Μένων) fou un ciutadà de Farsàlia a Tessàlia que va ajudar els atenencs contra la ciutat d'Eion (potser el 424 aC) amb 12 talents i 200 cavallers, reclutats per ell mateix entre els seus propis penestes. En recompensa va rebre la ciutadania atenenca, segons Tucídides.
Se'l suposa el mateix personatge que el primer any de la guerra del Peloponès (431 aC) va dirigir un cos enviat per Farsàlia en ajut dels atenencs. No obstant els atenencs també van fer un setge d'Eion el 476 aC i Menó podria haver actuat en aquell any i el segon personatge seria un fill.